# Mito HollyHock
Il Mito HollyHock è una società calcistica di Mito, Giappone. Milita nella J2 League, la seconda divisione del campionato nazionale.
La seconda parte del nome, "HollyHock", indica in lingua inglese la malvarosa, un riferimento allo stemma del clan Tokugawa, che governò la città di Mito nel Giappone feudale.

## Storia
Il club attuale deriva dalla fusione tra due squadre: il Prima Aseno FC, fondato nel 1990 dagli operai dell'azienda alimentare Prima Ham a Tsuchiura e successivamente ridenominato Prima Ham FC Tsuchiura, e il FC Mito, fondato nel 1994. 
Il Prima Ham FC Tsuchiura, dopo aver ottenuto nel 1996 la promozione in Japan Football League, si fuse con il FC Mito e cambiò nome in Mito HollyHock prima dell'inizio della stagione 1997, dal momento che Prima Ham decise di interrompere il suo sostegno finanziario al club.
La richiesta di ammissione della nuova società alla stagione inaugurale della J. League Division 2 nel 1999 fu respinta a causa dell'instabilità finanziaria del club e della scarsa presenza in stadio dei propri tifosi. Tuttavia, dopo essersi classificato al terzo posto in Japan Football League nel 1999 ed aver registrato una crescente affluenza allo stadio, il Mito HollyHock fu ammesso alla J. League Division 2 nel 2000.

## Organico

### Rosa 2024
Rosa e numerazione aggiornate al 27 agosto 2024.
| N. |                     | Ruolo | Calciatore               |
| -- | ------------------- | ----- | ------------------------ |
| 1  | Giappone (bandiera) | P     | Kōji Homma               |
| 2  | Giappone (bandiera) | D     | Kōki Gotōda              |
| 3  | Giappone (bandiera) | D     | Kōshi Ōsaki              |
| 4  | Giappone (bandiera) | D     | Nao Yamada               |
| 5  | Giappone (bandiera) | D     | Takumi Kusumoto          |
| 6  | Giappone (bandiera) | C     | Kenshin Takagishi        |
| 7  | Giappone (bandiera) | C     | Haruki Arai              |
| 8  | Giappone (bandiera) | C     | Riku Ochiai              |
| 9  | Giappone (bandiera) | A     | Mizuki Andō              |
| 10 | Giappone (bandiera) | C     | Ryōsuke Maeda            |
| 11 | Giappone (bandiera) | A     | Yūki Kusano              |
| 13 | Giappone (bandiera) | C     | Ryūsei Nose              |
| 14 | Giappone (bandiera) | C     | Fumiya Sugiura           |
| 15 | Giappone (bandiera) | C     | Yūto Nagao               |
| 16 | Giappone (bandiera) | D     | Tatsuya Tabira           |
| 17 | Giappone (bandiera) | D     | Shiva Tafari Nagasawa    |
| 18 | Giappone (bandiera) | D     | Yūhi Ono                 |
| 19 | Giappone (bandiera) | D     | Kōichi Murata (capitano) |
| 20 | Giappone (bandiera) | A     | Kaito Umeda              |
| 21 | Giappone (bandiera) | P     | Shūhei Matsubara         |

| N. |                     | Ruolo | Calciatore        |
| -- | ------------------- | ----- | ----------------- |
| 22 | Giappone (bandiera) | A     | Seiichirō Kubo    |
| 23 | Giappone (bandiera) | C     | Hidemasa Koda     |
| 24 | Giappone (bandiera) | C     | Kiichi Yamazaki   |
| 25 | Giappone (bandiera) | P     | Daiki Tomii       |
| 27 | Giappone (bandiera) | D     | Sora Okita        |
| 30 | Giappone (bandiera) | A     | Sōki Tokuno       |
| 32 | Giappone (bandiera) | C     | Asuma Ikari       |
| 33 | Giappone (bandiera) | D     | Takeshi Ushizawa  |
| 35 | Giappone (bandiera) | D     | Ryōya Iizumi      |
| 37 | Giappone (bandiera) | P     | Minato Kamiyama   |
| 38 | Giappone (bandiera) | C     | Shunsuke Saitō    |
| 39 | Giappone (bandiera) | A     | Hayata Yamamoto   |
| 42 | Giappone (bandiera) | D     | Hayata Ishii      |
| 45 | Giappone (bandiera) | A     | Shimon Teranuma   |
| 47 | Giappone (bandiera) | C     | Tatsunori Sakurai |
| 51 | Giappone (bandiera) | P     | Ryūsei Haruna     |
| 88 | Giappone (bandiera) | D     | Kazuma Nagai      |
| 96 | Giappone (bandiera) | A     | Atsushi Kurokawa  |
| 99 | Giappone (bandiera) | A     | Taika Nakashima   |

### Staff tecnico
Staff tecnico aggiornato al 15 febbraio 2024.
- Yoshimi Hamasaki - Allenatore
- Yoshitaka Yasuda - Viceallenatore
- Daisuke Kimori - Collaboratore tecnico
- Naoki Mori - Development coach
- Takahiro Kōno - Preparatore portieri
- Tsukasa Takahashi - Analista
- Yūki Nakamura - Preparatore fisico